# Đại học Tổng hợp Xã hội Quốc Gia Nga
Đại học Tổng hợp Xã hội Quốc gia Nga (RSSU; tiếng Nga: Российский государственный социальный университет, abbreviated as РГСУ) là trường đại học tại Moskva

## Những dấu mốc quan trọng
- Năm 1991: Viện Xã hội liên bang Nga được thành lập theo Sắc lệnh số 15 của Chính phủ Liên Bang Nga.
- Năm 1991: Tại một nơi đẹp nhất ở Moscow – Vườn Quốc gia Losiny Ostrov, Khuôn viên đầu tiên của Viện Xã hội Liên Bang Nga được khánh thành.
- Năm 1994: Viện Xã hội Liên Bang Nga đổi tên thành Đại học Tổng hợp Xã hội Moscow
- Năm 1998: Đại học Tổng hợp Xã hội Moscow được nhận chế độ công lập.
- Năm 1999: Khuôn viên Stromynka được thành lập
- 2003: Trường tiếp nhận khuôn viên đẹp và độc đáo nhất trên phố Wihelm Pieck.
- 2005:Trường Đại học Tổng hợp Xã hội Quốc Gia Nga trở thành tên chính thức của trường
- 2005: Trên khuôn viên chính của trường, nhà thời chính thống giáo Feodorovskaya Icon of the Mother of God được khánh thành nhờ sự nguồn đóng góp từ học viên và nhân viên,
- 2006: Cán bộ nhân viên của trường được nhận giải thưởng của chính phủ Liên Bang trong lĩnh vực giáo dục.
- 2017: Trường được bảng xếp hạng QS World Ranking xếp hạng 3/5 sao. Trong đó 5/5 sao cho chất lượng giảng dạy và 5/5 sao cho tiêu chí hỗ trợ sinh viên.
- 2017: Trường xếp hạng 250 trong bảng xếp hạng QS BRICS (Bảng xếp hạng các trường Đại học khối BRICS - Brazil, Nga, Ấn Độ, Trung Quốc, Nam Phi).

## Cựu sinh viên nổi tiếng
- Amelina, Yana – political scientist, an expert in the modern problematic topics, for example, Caucasus, Crimea, and Volga.
- Andreev, Kirill – a singer, lead singer of the Russian boy band "Ivanushki International».
- Borodakova, Maria – volleyball player, a member of the national team (2005-2013), world champion (2006, 2010), master of sports of the Russian Federation.
- Gafurbaev, Rustam – hockey player, winter Deaflympics Champion (2015), World Champion (2013), master of sports of the Russian Federation.
- Galushka, Alexander – Minister for the Development of the Russian Far East.
- Gamova, Ekaterina – volleyball player of the national team, world champion, master of sports of the Russian Federation.
- Kapranova, Olga – athlete, the world and European champion, master of sports of the Russian Federation.
- Karjakin, Sergey – chess player, the youngest grandmaster in history (Guinness Record), master of sports of Ukraine.
- Koliuh, Sergey – head of the city district of Voronezh city.
- Kulikovskaya, Evgenia – tennis player and coach, master of sports of the Russian Federation (1998), the winner of four tournaments WTA (1996).
- Lukashov, Denys – professional kickboxer.
- Martsinkevich, Maxim - Russian neo-Nazi activist
- Metov, Kay – songwriter and composer, honored Artist of Russia (2015);
- Mozharov, Michael – chess grandmaster (2014).
- Nepomnyashchii, Ian – chess player, European champion (2010), Russian champion (2010).
- Platoshechkin, Nikolai – weightlifter, coach, public and political figure;
- Pochinok, Natalia – Doctor of Economics, professor, rector of the Russian State Social University
- Pudova, Irina – TV presenter.
- Yakimenko, Vasily – public figure and politician, businessman, founder and permanent leader of the youth movement «Moving Together».

## Khoa
- Khoa Xã hội học
- Khoa Công nghệ thông tin
- Khoa Tâm lý học
- Khoa Nghệ thuật và hoạt động văn hóa
- Khoa Luật
- Khoa Ngôn ngữ học
- Khoa Công tác Xã hội
- Khoa Nhân văn
- Khoa Kinh tế
- Khoa Đào tạo dự bị
- Khoa Quản lý
- Khoa Đào tạo bổ túc
- Khoa Quản lý truyền thông
- Khoa Đào tạo từ xa
- Khoa Sau đại học
- Khoa Dự bị cho sinh viên nước ngoài
- Russian State Social University Website Lưu trữ ngày 21 tháng 2 năm 2018 tại Wayback Machine